# Distretto di Ishtarlay
Il distretto di Ishtarlay è un distretto dell'Afghanistan appartenente alla provincia del Daikondi. Viene stimata una popolazione di 24 028 abitanti (stima 2016-17).